# Захер, Эдуард
Эдуа́рд За́хер (нем. Eduard Sacher; 8 февраля 1843, Жельезовце — 22 ноября 1892, Вена) — австрийский кулинар и владелец отеля в Вене.

## Биография
Сын венского торговца вином и деликатесами Франца Захера Эдуард обучался кондитерскому делу в придворной кондитерской «Демель» и в это время усовершенствовал рецепт современного торта «Захер». В 1873 году Эдуард Захер открыл ресторан на венской Кернтнерштрассе, который оборудовал отдельными кабинетами на парижский манер. В 1876 году Захер построил на месте Кернтнертор-театра отель «Захер». После смерти Эдуарда Захера отелем руководила его супруга Анна Захер.
В браке с Анной родилось двое сыновей — Эдуард и Кристоф. В 1871 году Эдуард Захер получил звание придворного императорского поставщика. Эдуард Захер похоронен в Бадене.